# آنتونی کراوزه
آنتونی کراوزه (لهستانی: Antoni Krauze؛ ‏ ۴ ژانویهٔ ۱۹۴۰ – ۱۴ فوریهٔ ۲۰۱۸) کارگردان فیلم و فیلم‌نامه‌نویس اهل لهستان بود. او دانش‌آموختهٔ رشتهٔ فیلم‌سازی در مدرسه ملی فیلم ووچ (۱۹۶۶) بود.
از فیلم‌هایی که وی در آن‌ها نقش داشته‌است، می‌توان به اسمولنسک اشاره نمود.
وی همچنین برندهٔ جوایزی همچون گلوریا آرتیس و نشان افتخار تولد لهستان شده‌است.